# كوزيمو الثاني

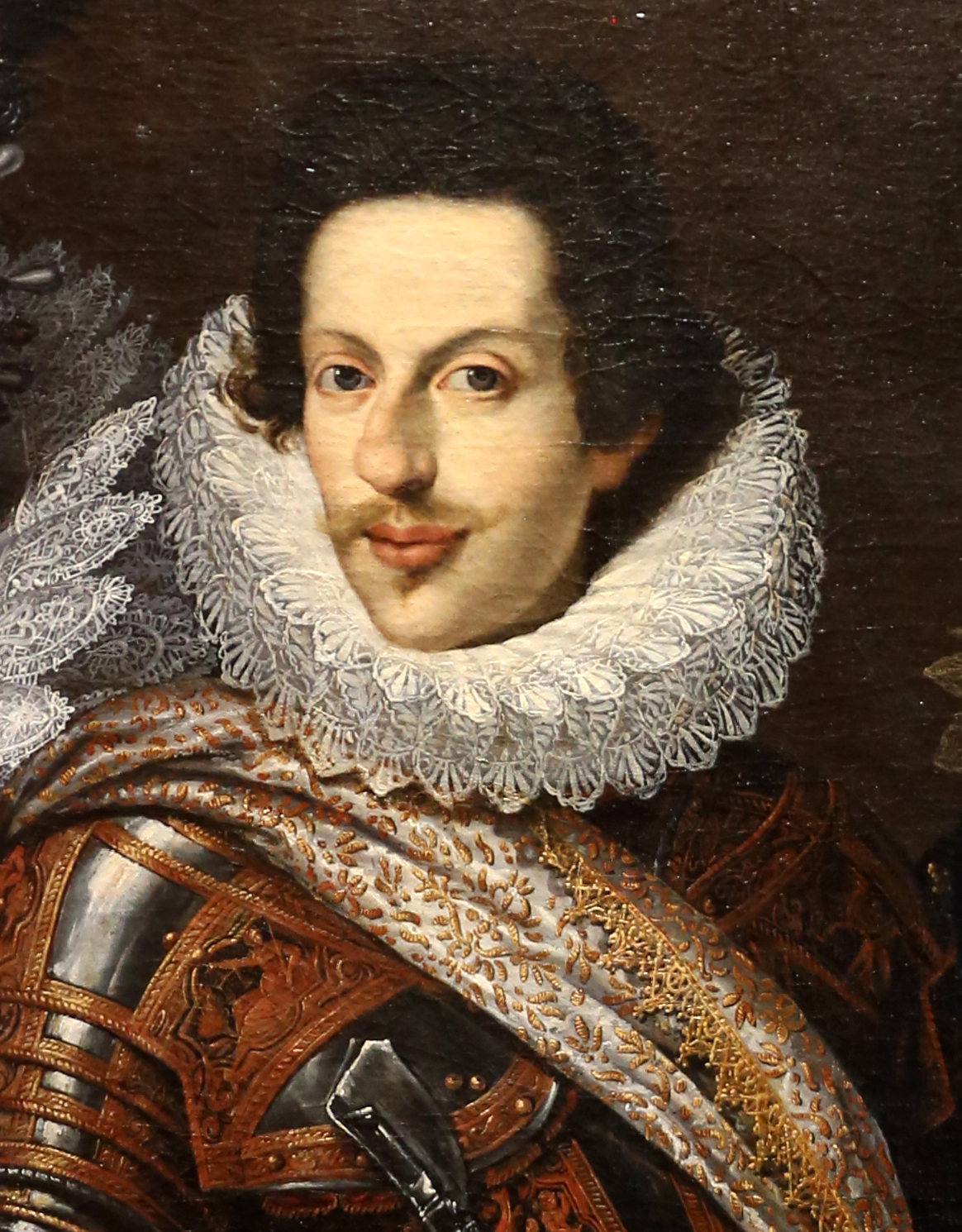
Cosimo II de' Medici

كوزيمو الثاني دي ميديشي غراندوق توسكانا (12 مايو 1590 - 28 فبراير 1621)، حكم كدوق أكبر لتوسكانا في الفترة بين عامي 1609 و1621.

## شبابه
وهو أكبر أبناء فرديناندو الأول دي ميديشي دوق توسكانا الأكبر وكريستينا لورين. منذ صغره تلقى تربيةً حديثة وعلمية، وبين عامي 1605 و 1608، كان من بين معلميه غاليليو غاليلي. وكانت بداية لصداقة عظيمة استمرت حتى الوفاة المبكرة لكوزيمو الثاني.
الوالد فرديناندو الساعي دائماً عن التوازن بين فرنسا وإسبانيا، الذي كان قد تزوج أميرة فرنسية، اختار للشباب كوزيمو عروساً هي شقيقة ملكة أسبانيا الأرشيدوقة ماريا ماغدالينا هابسبورغ : الزواج، أقيم الزفاف سنة 1608، كان زواجاً سعيداً، وأُسعد بولادة ثمانية أطفال.

## سنوات حكمه
مات فرديناند الأول سنة 1609 وصعد ابنه العرش بعمر التسعة عشرة فقط، بيد أن السل قـوّض وضعه الصحي، فاستند الدوق الأكبر الجديد والواعي لضعفه البدني في حكمه إلى الوزير الأول بيليزاريو فينتا. كانت سياسته مهادنة باستمرار بين إسبانيا وفرنسا في محاولة لتجنب الدخول في أي صراع، ولكن دون النتيجة مرجوة. ففي الواقع اضطر كوزيمو الثاني إلى تقديم تبرعات كبيرة سواءً بالجنود أو بالمال لمصلحة لإسبان أو لمصلحة حفيد عمه فرديناندو غونزاغا خلال حرب خلافة مانتوفا. ورغم هذه التعقيدات على الساحة الدولية، كانت حكومة كوزيمو الثاني حكيمة وذكية، فأمـّن لتوسكانا فترة من الرخاء الاقتصادي والنمو السكاني على الرغم من بعض السنوات قليلة المحصول.
كـرّس كوزيمو الثاني نفسه باجتهاد لتطوير الأسطول التوسكاني بقيادة الأميرال ياكوبو إينغيرامي الذي برز بتلك السنوات في بعض التحركات ضد الأسطول العثماني، ولتطوير ميناء ليفورنو حيث من جهة أكـّد ووسـّع قوانين الأب لتطوير المدينة الجديدة ومن جهة أخرى وسـّع المشاريع الكبرى لمناطق تجمع المياه، الحدودة أصلاً بالأراضي الغراندوقية.
ميزة الدوق الأكبر، إدراكه لضعف حالته الصحية، فشجع قيام التعاون بين العديد بين أبناء، فلم يجد البكر فرديناندو الثاني دي ميديشي تركة ثقيلة بالحكم وحده. علاوة على ذلك، أرسى كوزيمو الثاني قواعد محددة للعهد المقبل (لا مناصب للأجانب، ممنوع وضع كاهن اعتراف بالبلاط ما لم يكن من الفرنسيسكان، وممنوع المساس بالكنز الغراندوقي) وأسنـِدت إلى الأم والزوجة حتى يصل ولي العهد فرديناندو سن الرشـد، ولكن المرأتين لم تفيا بها.
separatore